# Differentialväxel

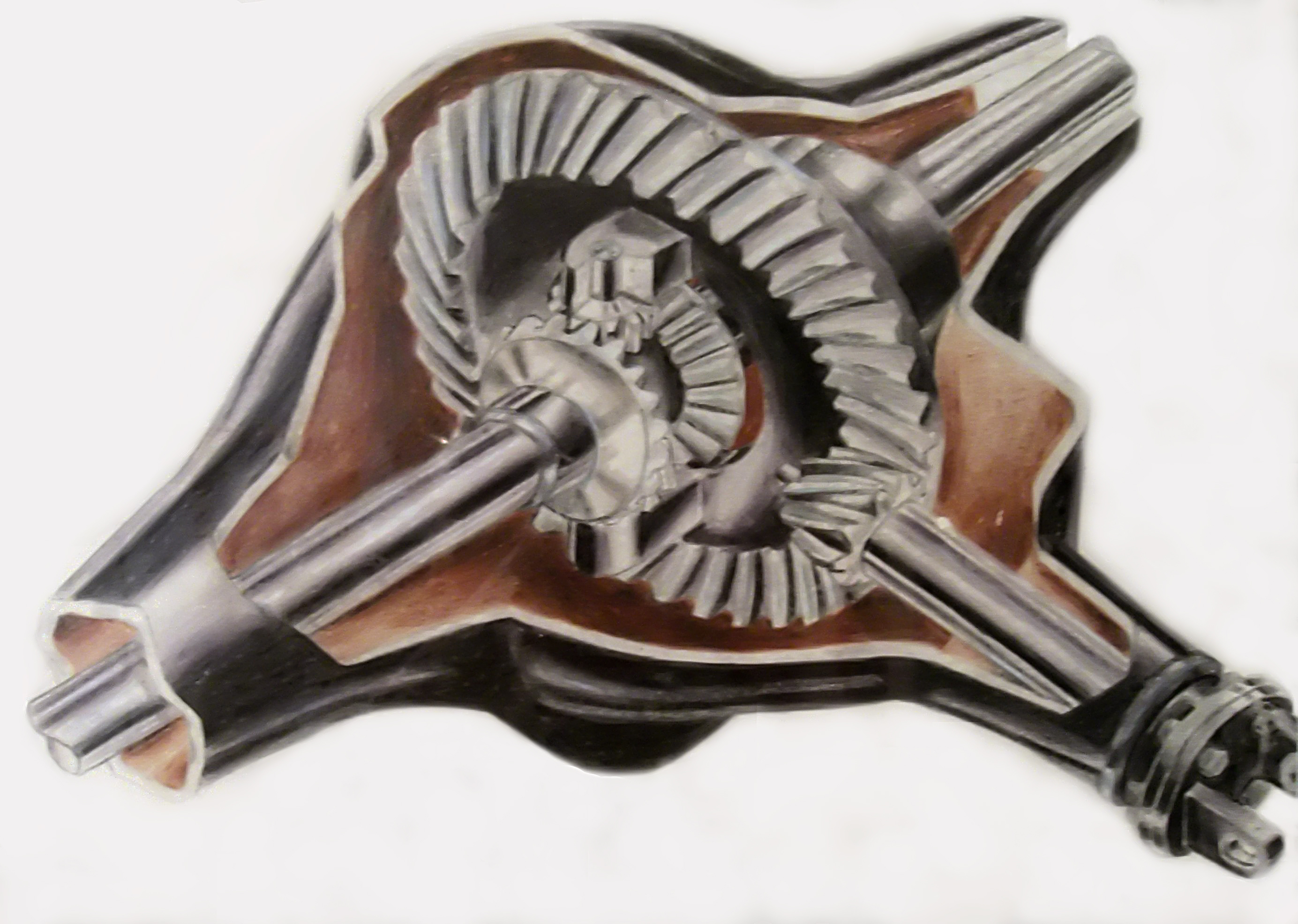
Differentialväxel av hypoidtyp. Drivande kugghjul i differential kallas ibland "pinjong", och det stora drivna kallas "kronhjul".

Differentialväxel är en typ av kugghjulsväxel som är konstruerad för att dela upp ett drivande moment på två, eller flera, axlar av vilka var och en kan rotera med olika varvtal på sådant sätt att summan av vinkelhastigheterna är konstant. Den första differentialväxeln konstruerades av fransmannen Onésiphore Pecqueur 1827, då för bruk på ångdrivna fordon.
Differentialväxlar förekommer främst på motorfordon där de används för att kompensera för det faktum att inner- och ytterhjulen kommer att få olika lång sträcka att rulla när fordonet svänger. Utan differentialväxel på en drivande axel skulle fordonet bli mycket svårstyrt vid låga hastigheter då minst ett av hjulen skulle vara tvunget att slira mot underlaget.
I terräng, vid halt underlag eller när stor kraft skall överföras kan differentialväxeln orsaka problem genom att ett hjul som förlorar fästet kommer att börja spinna, medan det hjul som fortfarande har god kontakt med underlaget inte kommer att överföra mer kraft än det slirande hjulet. På terrängbilar och tävlingsbilar kan därför differentialfunktionen ofta bromsas eller spärras.
För framhjulsdrivna bilar är differentialväxeln ofta sammanbyggd med den vanliga växellådan. För bakhjulsdrivna bilar med motorn fram är differentialväxeln inbyggd i bakaxelväxeln, där det också får funktionen vinkelväxel.
Olika utföranden av differentialväxlar benämns ofta efter hur de är konstruerade. Till exempel konisk växel, hypoidväxel eller torsendifferential.
| Vänster: Moment förs in på det blå kugghjulet så att hela differentialhuset börjar rotera och för vidare momentet i sidoaxlarna (röd och gul) som i sin tur roterar hjulen. Om motståndet vid båda hjulen är samma så kommer det gröna planethjulet att stå stilla. Höger: Om den vänstra, röda axeln stöter på motstånd börjar det gröna planethjulet att rotera kring det röda och samtidigt ge extra rotation till det högra, gula hjulet. |  | Vänster: Moment förs in på det blå kugghjulet så att hela differentialhuset börjar rotera och för vidare momentet i sidoaxlarna (röd och gul) som i sin tur roterar hjulen. Om motståndet vid båda hjulen är samma så kommer det gröna planethjulet att stå stilla. Höger: Om den vänstra, röda axeln stöter på motstånd börjar det gröna planethjulet att rotera kring det röda och samtidigt ge extra rotation till det högra, gula hjulet. |
| Vänster: Moment förs in på det blå kugghjulet så att hela differentialhuset börjar rotera och för vidare momentet i sidoaxlarna (röd och gul) som i sin tur roterar hjulen. Om motståndet vid båda hjulen är samma så kommer det gröna planethjulet att stå stilla. Höger: Om den vänstra, röda axeln stöter på motstånd börjar det gröna planethjulet att rotera kring det röda och samtidigt ge extra rotation till det högra, gula hjulet. |  | |